# Bombus sitkensis
Bombus sitkensis (saknar svenskt namn) är en insekt i överfamiljen bin (Apoidea) och släktet humlor (Bombus) som lever i västra Nordamerika.

## Beskrivning
Ansiktet och mellankroppens främre del har en blandning av gula och svarta hår hos honorna (drottningar och arbetare), medan de är gula hos hanarna. Mellankroppens bakre del är svart hos honorna, gul med inblandning av svarta hår hos hanarna. Även bakkroppen är olika för hanar och honor: Honorna har de två första tergiterna gula, följda av två svarta medan de två sista tergiterna är blekgula. Hanarna avviker från honorna genom att 3:e till 5:e tergiterna är gula framtill. Även hos dem är de två sista tergiterna, det vill säga tergit 6 och 7, blekgula. Vissa drottningar kan ha mitten av den bakre delen av bakkroppens andra tergit svartpälsad. Mellankroppens sidor är gula för alla tre kasterna.

## Ekologi
Habitatet utgörs av öppna gräsprärier och bergsängar i bergen längs västra Nordamerikas kust.
Bombus sitkensis är en relativt tidig humla: I södra delen av sitt utbredningsområde kan drottningarna uppträda så tidigt som i slutet på januari, och de första arbetarna i mars. Humlan besöker ett stort antal blommande växter: Hallonsläktet (som prunkhallon (Rubus spectabilis)), korgblommiga växter som tistlar och gullris, ljungväxter som rododendron, odonsläktet (blåbär och tranbär), syskor, stenbräckeväxter, videväxter, brakvedsväxter som Ceanothus, ripsväxter som vinbärssläktet samt ärtväxter som lupiner, vickrar och rödklöver.
Boet byggs vanligtvis underjordiskt i övergivna smågnagarbon.

## Utbredning
Bombus sitkensis finns i västra Nordamerika från Alaska söderut till Kalifornien, österut till Saskatchewan, Idaho, Montana och Wyoming.

## Status
Internationella naturvårdsunionen (IUCN) listar arten som livskraftig (LC), men anger dock konkurrens om lämpliga boplatser med andra marklevande humlor som ett tänkbart hot. Andra faktorer som sjukdomar överförda från införda humlor, använda som kommersiella pollinerare, konkurrens från invasiva bin, bekämpningsmedel, klimatförändringar med mera ses också som tänkbara hot.